# Stipe Vučur
Stipe Vučur (Salisburgo, 22 maggio 1992) è un calciatore austriaco, di origini croato-bosniache, difensore dell'Hapoel Akko.

## Palmarès

### Club

#### Competizioni nazionali
- Supercoppa di Lituania: 1

Žalgiris: 2023